# Vanløse (metropolitana di Copenaghen)
Vanløse è una stazione della linea 1 e della linea 2 della metropolitana di Copenaghen.
La stazione venne inaugurata nel 2003 in superficie. Oltre i treni metropolitani, a questa stazione fermano anche i treni della S-tog.